# O Destino
O Destino é um filme mudo português do género drama, realizado por Georges Pallu e escrito por Ernesto de Meneses. Estreou-se em Portugal a 14 de fevereiro de 1923.

## Elenco
- Adriano Guimarães
- António Pinheiro como André
- António Sacramento como Luís de Noronha
- Flora Frizzo como Marquesa de Souzel
- Francisco Sena como Ministro do Brasil
- Guida Guy
- Henrique de Albuquerque como Francisco Manuel
- Maria Clementina Sá como Fernanda de Souzel
- Maria Emília Castelo Branco como Maria de Oliveira
- Palmira Bastos como Maria da Silva de Oliveira
- Raul de Oliveira como Nuno de Souzel